# 锈球花小光壳炱
锈球花小光壳炱（学名：Asteridiella hydrangeae）是属于小煤炱目小煤炱科小光壳炱属的一种真菌，寄生在绣球花科植物上。该种分布于台湾。